# Tunguszkai esemény

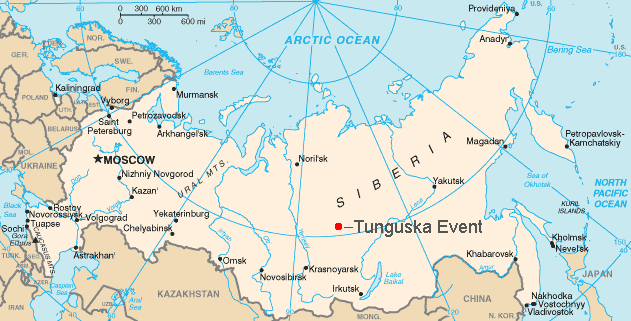
A tunguszkai esemény helyszíne Szibériában

A tunguszkai esemény 1908. június 30–án reggel, helyi idő (UTC+7h) szerint 7 óra 13-kor Szibéria középső részén az Alsó-Tunguszka és a Léna folyó között a légkörbe lépett égitest tűzgömbbé válása, majd a légkörben felrobbanása volt. Délkelet felől északnyugat felé haladt, viszonylag lapos (5–22 fokos) szögben süllyedve 4–500 kilométert tett meg, majd mintegy 6–8 kilométer magasságban felrobbant (a szemtanúk vallomásai alapján a robbanás becsült helye az é. sz. 60° 16′, k. h. 103° 06′60.266667°N 103.100000°E földrajzi koordináták fölött volt, ami kevéssel déli irányban van a tényleges helyszíntől).
A robbanás helyszínén legelő állatokat hamuvá égette, 30 kilométeres körzetben minden fát gyökerestül kitépett, és a hangrobbanás a 65 kilométerre lévő Vanavara település házainak ajtajait, ablakait betörte. Vanavara közelében 80 km sugarú körben letarolta a tajgát, a helyszíntől 500 kilométerrel távolabb közlekedő transzszibériai vasútvonal utazóközönsége is szokatlanul világos fénycsóvára lett figyelmes, ugyanakkor erős rengést is érzékelt. A robbanás energiáját 10–20 megatonna TNT robbanási energiájával egyenértékűre becsülik.
A felrobbant objektum mibenlétét teljes bizonyossággal nem sikerült megállapítani, valószínűleg egy üstökös darabja volt. Annak ellenére, hogy a történeti korokban a Földet ért legnagyobb hatású kozmikus jelenség volt, a tunguszkai esemény okának kiderítésére, nem kis részben távoli és elzárt helyszíne miatt, nagyon kevés figyelmet fordítottak. A Szovjetunió felbomlása után a terület viszonylag szabadon látogatható, így a jelenség kutatása felgyorsult.
A pleisztocén–holocén becsapódási esemény okát is egyre többen a tunguszkai eseményhez hasonló történésben látják.

## Az eseménnyel kapcsolatba hozott jelenségek

### A helyszíntől távol észlelt jelenségek

#### Fényjelenség
A szemtanúk szerint közel Nap-fényességű (esetleg annál is fényesebb, akár −29 magnitúdós) volt a fényjelenség, melyet 200 kilométerről is lehetett látni. Többek szerint a legnagyobb fényesség az objektum felrobbanása után percekkel jelentkezett. A robbanás által kiváltott elektromágneses sugárzás körülbelül 50 kilométer távolságig a szemtanúk bőrét megperzselte, azt forrónak érezték.

#### Hanghatás, lökéshullám
A lökéshullám az embereket mintegy 60 kilométeres távolságig ledöntötte a lábukról, 500 kilométerről még félelmetesen hangosnak írták le. Meteorológiai obszervatóriumok az egész Földön észlelték. A földrengéshullámok a (később szabványosított) Richter-skála szerinti 4,5–5-ös értéket értek el. Elektrofonikus jelenségekről is beszámoltak.

#### Geomágneses anomáliák
Az irkutszki geomágneses obszervatóriumban a Föld mágneses terének háborgásait észlelték. A jelenség az esemény után 5–6 másodperccel kezdődött, és pár óráig tartott. Távolabbi észlelők ilyen jelenségeket nem tapasztaltak. A jelenség az ionoszférába került porral lehet összefüggésben.

#### Légköri jelenségek
Már a robbanás előtti napokban megnövekedett az éjszakai világító felhők és a halojelenségek előfordulási gyakorisága. Ez az alapja az úgynevezett porcsóva-elméletnek, mely szerint a Föld egy üstökössel való találkozás előtt áthaladt annak porcsóváján, ami apró porszemcsékkel telítette a légkört már a becsapódás előtt. Hasonló időbeli lefolyás más abnormális légköri eseménynél is előfordult, például a Keralai vörös eső esetében. A légköri jelenségek oka a nagy mennyiségű por és jég lehetett. A légkörbe került jégszemcséket nagy léptékű légörvények gyorsan viszonylag messzire elszállíthatták. Hasonló jelenségeket időnként a Space Shuttle indításánál is megfigyelnek, a rakétahajtómű égésterméke (víz) szintén okozhat világító felhőket.
Becslések szerint körülbelül 1 millió tonna por jutott a Föld légkörébe, ez nagyságrendileg az ott eredetileg lévő por mennyiségével azonos. Az esemény után egy héttel Észak-Amerikában a légkör átlátszósága leromlott, ezt szintén okozhatta a légkörbe került por, bár ez utólag nehezen bizonyítható.
A felső légkörbe nagy mennyiségű nitrogén-oxid jutott, amely károsította az ózonpajzsot, a terület fölött az ózonkoncentráció csökkenése elérhette a 30%-ot. Megnőtt a kemolumineszcencia-észlelések száma is, amit a nitrogén-oxidok megnőtt mennyisége is okozhat.

### Helyszíni hatása

#### Erdőpusztulás és hatás az élővilágra
Körülbelül 8 millió fa dőlt ki, koncentrikusan (kisebb eltérések voltak), az epicentrumtól 20-40 kilométer távolságig. A legbelső 4–5 kilométeres zóna az úgynevezett Távíró-erdő, itt a fatörzsek egy része állva maradt (távíró-póznákra hasonlítva), de ágaik leégtek vagy leszakadtak. A pusztítás alakja jellegzetes, lepkeszárny alakú, ez viszonylag lapos szögben becsapódó objektumra utal. A lökéshullám a terület széléig mintegy 100 másodperc alatt ért el. A ki nem dőlt fák is pár éven belül elpusztultak. A fák részben elégtek, ezt részben a hősugárzás, részben a robbanófelhő okozta.
A természetes vegetáció fejlődése először 4–5 évre lelassult, majd felgyorsult, ez utóbbi valószínűleg a légkörbe került és később csapadék formájában kihullott nitrogén-oxidokkal van kapcsolatban, ez megtrágyázta a talajt. A mutációk gyakorisága megnőtt, valószínűleg az élőhely gyors megváltozásának köszönhetően (és nem például a radioaktivitás miatt). A mutációk gyakorisága az objektum feltételezett légköri pályája mentén is megnőtt.

#### A talajban lévő mikroszkopikus és kémiai nyomok
Teljes bizonyossággal az objektum részének tekinthető, nagy méretű anyagdarabot nem találtak. A talajban nagy mennyiségű, mágnesezhető szferulát találtak (vastartalommal). Ezek kozmikus eredetűek, de nem biztos, hogy a tunguszkai eseményből erednek. Szilikátos szferulákat is találtak. Az irídiumkoncentráció is megnőtt, ez – az általános tévhit szerint – Föld felszínén kizárólag kozmikus forrásból jelenhet meg. A szén-, hidrogén- és nitrogén-izotópok előfordulása is anomáliát mutat, az izotóparányok a kondritokéhoz vannak közel. Egyéb nehézfémek arányai is növekedést mutatnak.

#### Kráter
A tunguszkai-eseménnyel kapcsolatban az eltelt 117 év alatt nem találtak becsapódási krátereket, nemrégiben azonban felmerült egy lehetséges jelölt. A mintegy 300 méter átmérőjű Cseko-tó 8 kilométerre észak-északkeletre fekszik a robbanás feltételezett epicentrumától. Egy mély, meredek falú, kúphoz hasonló alakú mélyedést tölt ki a víz, amelynek aljzata maximum 50 méterrel süllyed a pereme alá. A tónak nincs nyoma az 1908 előtti feljegyzésekben – igaz, a területről kevés leírás maradt fenn.
A térségben lévő egyéb tavak az örökké fagyott talaj miatt lapos aljzatú, sekély, meredek peremmel bíró alakzatok. A Cseko-tó ezekhez képest meglepően mély. További furcsaság, hogy a tó kissé elliptikus alakú, amelyet nagyon lapos szögben becsapódó objektum is létrehozhatott.
A 200 kHz-es frekvenciájú ultrahanggal végzett hangradaros vizsgálat szerint a tó aljzatán felhalmozódott üledékben kb. 10 méter mélyen a környezőtől eltérő jellegű réteg húzódik. Amennyiben tényleg becsapódás vájta a tavat, akár a megsemmisült test anyaga is lehet ebben a rétegben, de a beomlott kráterperem anyagát is tartalmazhatja – perem ugyanis nincs a kráternél. A végső választ ennek a rétegnek a vizsgálata adná, eddig azonban csak 1,8 méter mélységig sikerült mintát venni az üledékből.

## Magyarázatok
Számtalan tudós számtalan teóriát dolgozott már ki, hogy megmagyarázza a tunguszkai jelenséget, de hogy mi történt több mint száz évvel ezelőtt Szibériában, azt pontosan ma sem tudjuk.

### Üstökös vagy kőmeteorit
Egy tudományosan is megalapozott feltételezés szerint egy üstökös vagy egy kőmeteorit robbant fel a Föld légkörében. A robbanás apró darabokra szakította a meteoroidot, amelyek már túlságosan kicsik voltak ahhoz, hogy észlelhető becsapódási krátert hozzanak létre.
Tudósok kiszámolták, hogy a tunguszkai meteor akkora hőt termelt, hogy a légkörben lévő nitrogén és oxigén reakcióba léptek. Ez a reakció nitrogén-monoxidot (NO) hozott létre, a számítások szerint nagyjából 30 millió tonnát. A nitrogén-monoxid további reakciókban oxigénnel és vízzel salétromsavat képzett. A tunguszkai meteor által termelt 30 millió tonna nitrogén-monoxidból 63 millió tonna salétromsav keletkezett a légkörben.
A 2006 augusztusában a Moszkvában zajló 5. Nemzetközi aerokozmikus kongresszuson hangzott el a következő vélemény: „A Halley-üstököshöz hasonlatos égitest robbanása okozhatta egykoron az úgynevezett tunguszkai-katasztrófát”. Az üstökös elméletével egy orosz tudós állt elő. Vlagyimir Alekszejev, aki a Troickban működő Innovációs és Termonukleáris Kutatások Intézetének munkatársa, bejelentette, hogy a „tunguszkai” szerves anyagokat tartalmazott. Üstökös volt, amely a Föld légkörébe belépve felhevült, intenzív bomlásnak indult, szén-dioxidot bocsátva a levegőbe.
A faanyag, valamint a talaj vegyelemzése kimutatta, hogy a tunguszkai égitest összetételét tekintve nagyban hasonlított a Halley-üstököshöz, amelyről a Vega-program segítségével nyertek adatokat. (A Vega szovjet űrszondákat az 1980-as évek közepén a Vénusz és a Halley-üstökös tanulmányozására bocsátották fel).
Vlagyimir Alekszejev szerint a tudósok egyelőre nem tudják százszázalékos biztonsággal megállapítani a tunguszkai égitest összetételét, mindössze annyi bizonyos, hogy magas hőmérsékleten zajló folyamat (robbanás) zajlott le.
Jevgenyij Kolesznyikov, a Moszkvai Állami Egyetem kutatója bizonyítottnak véli a robbanás nem termonukleáris voltát. Mint kifejtette, erre a tőzeg vegyelemzése enged következtetni, a katasztrófa idejéhez köthető rétegekben ugyanis jelentősen megszaporodott a platinacsoport fémeinek, valamint a nehéz szénizotópok tartama, ami bizonyítja a kozmikus eredetű anyagok jelenlétét ezekben a rétegekben. Az is ezt támasztja alá, hogy a robbanás körzetében hiányzik a radioaktív 14C szénizotóp, amely minden földi élőlényben megtalálható.
A Köves-Tunguszka partjáról származó közönséges fahasábok számítógépes tomográffal végzett rétegelemzése révén olasz tudósok megfejtették a tunguszkai katasztrófa némely rejtélyét. Giuseppe Longo, a Bolognai Egyetem tudósa arról számolt be a kongresszuson, hogy kutatásaik során a fák évgyűrűit elemezték. Ennek alapján arra a következtetésre jutottak, hogy a tunguszkai égitest robbanása olyan mechanikus és hőhatást fejtett ki a fákra, amely azonos a csernobili atomkatasztrófa következményeivel. Az egyetlen különbség az, hogy 1908-as katasztrófának nem volt nukleáris vonatkozása.

### Jégaszteroida

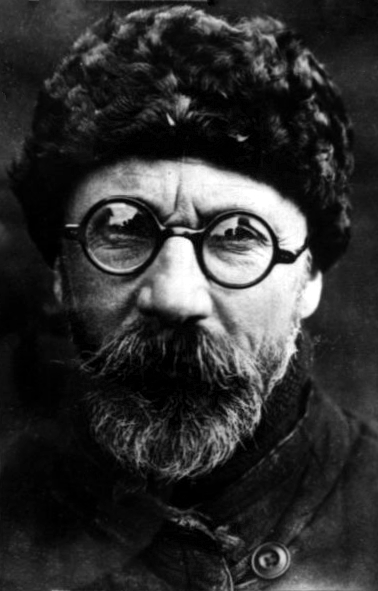
Leonyid Alekszejevics Kulik (1883–1942) orosz geológus, akadémikus

A rejtély soron következő magyarázatát tették közzé a krasznojarszki tudósok. Véleményük szerint a tajgára egy jégaszteroida zuhant, amely fagyott vízből és szénhidrogén-gázokból állt. Gennagyij Bibin fizikus kutató szerint a robbanás után 20 évvel a helyszínen talált összepréselt jégdarabok, amelyek éghető gázokat is tartalmaztak, nem az örök fagy birodalmából származnak, hanem az új hipotézisük bizonyítékai. A darabokra hullott aszteroida számára a Föld olyan volt, mint egy tüzes serpenyő, a jég gyorsan olvadt és felrobbant.
Bibin hipotézisének alátámasztására Leonyid Kulik rajzait is felhasználja. Kulik az 1920-as években a helyszínen tőzeggel fedett gáztartalmú jeget fedezett fel, de ennek nem tulajdonított különösebb jelentőséget, mert valami egészen mást keresett, egy klasszikus meteorit nyomait, kő- vagy fémdarabokat. Miután a feltételezést publikálták, a kutatók remélik, hogy az elemzéseket követően ez lesz az utolsó elmélet a tunguszkai meteorittal kapcsolatban.

### Extrém magyarázatok

#### Antianyag
Egyes vélemények szerint a Föld légkörébe kis mennyiségű antianyag jutott, ez a normál anyaggal érintkezve annihilációs robbanás folyamán energiává alakult, így nem meglepő, hogy nem találtak hátrahagyott anyagmaradványt. Más elméletek szerint a Föld légkörébe kis méretű fekete lyuk lépett be, bár ez esetben a bolygó átellenes oldalán a kilépésnek is hasonlóan heves jelenségeket kellett volna okoznia.

#### Tesla-féle fegyver
Életének utolsó éveiben Nikola Tesla fizikus (1856–1943) egy mindennél pusztítóbb fegyver létrehozásán fáradozott. Úgy képzelte, hogy azt az energiát, ami a Faraday-dinamót működtetné, pusztításra is fel lehetne használni. Itt is volt olyan reális kiindulópontja, mint a tökéletesített Faraday-dinamó: Ő állított elő a technika történetében először olyan intenzív nagyfrekvenciájú elektromágneses teret, amelyben a katódsugár csövek maguktól is elkezdtek világítani. Valószínűleg a két jelenséget – az elektromágneses térenergiát és a Föld töltésrezgéseit – kombinálta Tesla azzal a feltételezéssel, hogy a mindenütt jelenlévő éter belső energiájának a rovására egy viszonylag kis gerjesztésnek, mint egy „szikrának” a segítségével óriási robbanást lehet előidézni.
A század első évtizedében Tesla erőfeszítései a vezeték nélküli energiaátvitel megvalósítására összpontosultak, de az évtized közepe táján mély depresszió vett rajta erőt, amiben sok különböző tényező játszott közre: a rivális Marconi sikerei a rádiózásban, financiális problémák, a tudományos világ elutasító magatartása.
És ekkor, 1908. június 30-án Közép-Szibériában, a Tunguszka folyó körzetében iszonyatos robbanás következett be, amelynek ereje 10-15 megatonna TNT-vel lehetett egyenértékű. Minden valószínűség szerint meteor volt, noha meteorkrátert máig se találtak. A történetbe pedig azért kerül be ez az esemény, mert olyan híresztelések keltek szárnyra, hogy talán az elkeseredett Tesla hozta működésbe pusztító energia-fegyverét.

#### Földönkívüliek
Az állami finanszírozású expedíció vezetője, Jurij Lavbin szerint a Földünk felé közeledő hatalmas meteort minden bizonnyal földönkívüliek robbantották szét, s ezzel megmentették a kipusztulástól az emberiséget. Amennyiben ugyanis a hatalmas tömegű tárgy becsapódott volna a Föld felszínére, akkor az egész emberi világot elpusztította volna. „Meg vagyok győződve arról, hogy egy felsőbbrendű civilizáció közbeavatkozása révén menekültünk meg” – nyilatkozta a MosNews című moszkvai lapnak Lavbin. „Ők robbantották szét azt a hatalmas meteort, amely iszonyatos sebességgel közelített bolygónk felé”.
Az expedíció vezetője már a terepmunka előtt bejelentette: az űrből a Föld felé közeledő hatalmas tárgy pályáját vizsgálva arra a következtetésre jutottak, hogy az nem keletről nyugatra tartott, ahogy eddig tudósok hada gondolta, hanem éppen fordítva, nyugat felől keletre. Így aztán nem is abban a zónában kell keresni bármiféle bizonyítékot teóriájuk megalapozásához, ahol eddig keresték.

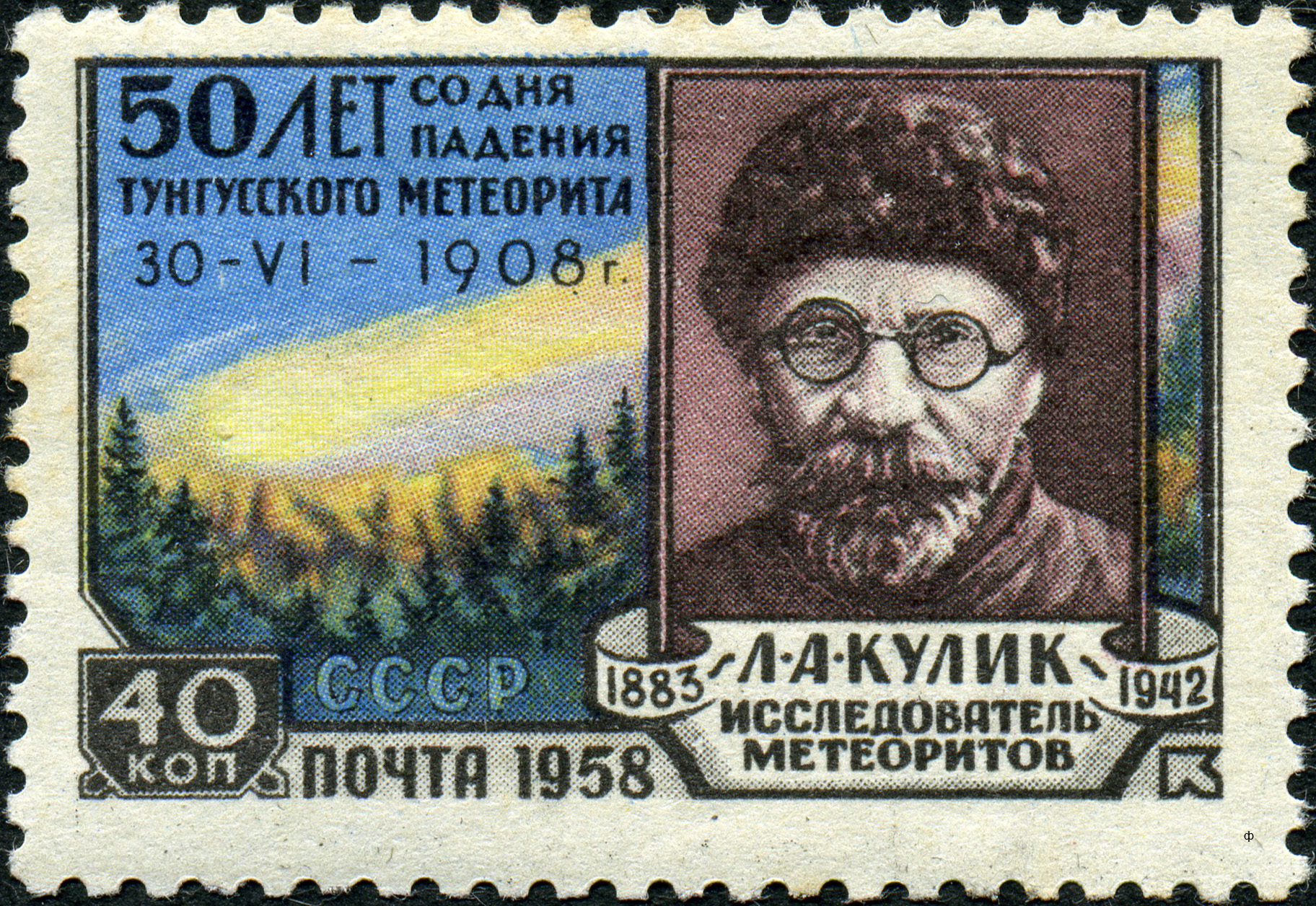
Az esemény 50. évfordulójára kiadott szovjet postabélyeg, L.A. Kulik akadémikus arcképével (1958)

Egy Poligusz nevű falu közelében az orosz kutatók meg is találták, amit kerestek. Azt állítják, hogy azonos a tunguszkai jelenség kutatói körében „szarvas kő”-nek elkeresztelt kőtömbbel. Ezt a követ egyébként a jelenség szemtanúi még látni vélték. A „szarvas kő” egy meglelt darabját Krasznojarszkba szállították, és további vizsgálatnak vetik alá, akárcsak a fémdarabokat, melyekről úgy gondolják, hogy esetleg egy UFO maradványai lehetnek.
1927-ben Leonyid Kulik, a Szovjet Tudományos Akadémia tagja szervezett először expedíciót a helyszínre. A régió lakóit faggatva, illetve terepszemlét tartva azt kellett megállapítaniuk, hogy felszíni becsapódásnak semmi nyoma sincs, a fák és minden növényzet azonban teljes mértékben kipusztult 40–50 kilométeres körzetben. A kutatókat kidőlt, lombjukat vesztett fákkal borított, kísérteties táj fogadta. Meteoritbecsapódásról azért sem lehetett szó, mert kráter nyomára egyáltalán nem bukkantak. (Mint fentebb látható, a kráter hiánya önmagában nem érv semmilyen álláspont mellett.)

## Hasonló jelenségek
A tunguszkai eseményhez hasonló intenzitású jelenségre mintegy 100–1000 évente kerül sor. Az azóta eltelt időben több, kisebb becsapódásos esemény is történt.
| Dátum                | Helyszín | Robbanás ereje (TNT) | Robbanás magassága | Megjegyzés |
| -------------------- | --- | -------------------- | ------------------ | --- |
| 1908. június 30.     | Vanavarától 60 kilométerre nyugat-északnyugatra, é. sz. 60° 53′ 09″, k. h. 101° 53′ 40″60.885833°N 101.894444°E (Kundt, 2003), Jenyiszeji kormányzóság, Orosz Birodalom | 10-15 Mt             | 8,5 km             | tunguszkai esemény                                                                                            |
| 1930. augusztus 13.  | Curuçá-folyó, Amazonas, Brazília | 0,1-1,0 Mt           |                    | |
| 1947. február 12.    | Szihote-Aliny-hegylánc, Szovjetunió |                      |                    | Szihote-Aliny meteorit                                                                                        |
| 1965. március 31.    | Revelstoke, Brit Columbia, Kanada | 800 t                | 13 km              | 1 gramm meteorit-anyagot találtak                                                                             |
| 1966. szeptember 17. | Huron-tó, Michigan, Egyesült Államok | 600 t                | 13 km              | Nem találtak maradványt                                                                                       |
| 1967. február 5.     | Vilna, Alberta, Kanada | 600 t                | 13 km              | Két, nagyon kis töredéket találtak – 48 mg és 94 mg tömeggel.                                                 |
| 1979. szeptember 22. | Indiai-óceán, a Prince Edward-szigetek közelében | 2 kt                 |                    | Vela-incidens                                                                                                 |
| 1993. január 19.     | Lugo, Észak-Olaszország | > 10 kt              |                    | |
| 2002. június 6.      | Földközi-tenger, Líbia és Kréta között | 26 kt                |                    | Kelet-Mediterrán esemény                                                                                      |
| 2002. szeptember 25. | Bodajbo, Irkutszki terület, Oroszország | 0,5 – 5 kt           |                    | Vitim-esemény                                                                                                 |
| 2008. október 7.     | Szudán felett | 1 kt                 |                    | Az 1-5 méter átmérőjű 2008 TC3 földsúroló kisbolygót a Catalina Sky Survey még a becsapódás előtt felfedezte. |
| 2009. október 4.     | Latteko, Celebesz, Indonézia felett | 10-50 kt             |                    | Mintegy 5-10 méter átmérőjű égitest robbant fel a felső légkörben.                                            |
| 2013. február 15.    | Cseljabinszk felett | 300-500 kt           | 19–24 km           | 2013-as oroszországi meteoresemény                                                                            |